# シアトル・スーパーソニックス

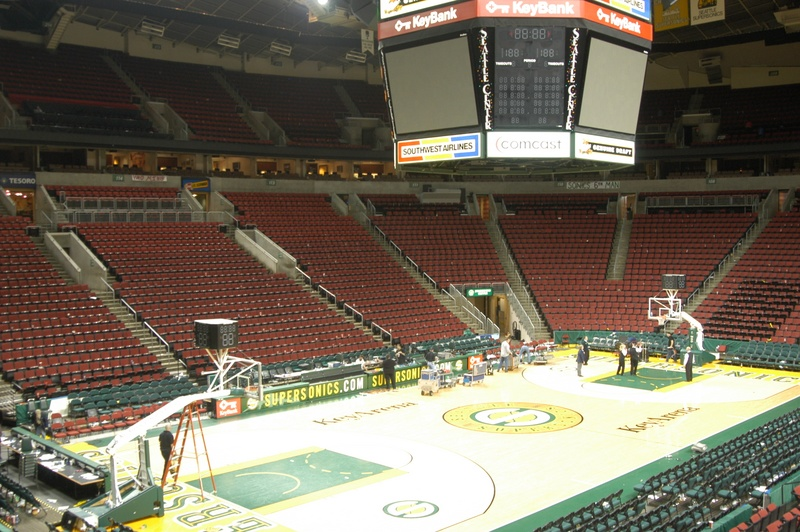
キー・アリーナ

シアトル・スーパーソニックス（Seattle Supersonics）は、アメリカ合衆国のプロバスケットボールチーム。本拠地はワシントン州シアトル。全米プロバスケットボール協会（NBA）に所属していた。
ソニックスと略して呼ばれることもあり、「超音速」を意味する「スーパーソニック」のニックネームは、シアトルでボーイング社を中心とした航空産業が盛んなことにちなんでいる。2008年シーズンから本拠地をオクラホマシティに移転し、オクラホマシティ・サンダーにチーム名を変更した。

## 歴史

### 初期
チームの創設は1966年で、翌1967-68シーズンよりリーグに参加した。設立後10年ほどの間のほとんどは勝率5割以下の苦しいシーズンが続いた。この時期には、選手でもあったレニー・ウィルケンズやビル・ラッセルがHCを務めたことがあった。
1970年代終盤に、ソニックスは黄金期を迎えた。オールスター選手のジャック・シクマやデニス・ジョンソンを擁し、再びHCに就いたレニー・ウィルケンズに率いられたチームは1978年と1979年にNBAファイナルに進出、ワシントン・ブレッツと対戦し、このうち1979年には優勝を果たした。
ウィルケンズがHCを務めた1980年代前半は勝率5割を超えるシーズンが多かったもののプレイオフを勝ち進めず、HCが交替した80年代後半にもチーム成績は伸び悩んだ。

### ペイトンの時代
しかし1989年にショーン・ケンプ、1990年にゲイリー・ペイトンを獲得し、1991-92シーズンよりジョージ・カールHCを迎え入れると次第にソニックスは西地区有数の強豪へと成長して行った。
1993-94シーズンは63-19の成績でカンファレンス首位に立ち第1シードを獲得したが、プレイオフでは第8シードのデンバー・ナゲッツに敗れた。第8シードのチームによる大番狂わせは史上初であり、不本意な敗退を余儀なくされるものの、1995-96シーズンにはフランチャイズ最高の64勝をマークし、ソニックスは再びNBAファイナルに進出。ペイトン、ケンプ、デトレフ・シュレンプ、そして長年チームを支えてきたネイト・マクミランらが活躍するが、全盛期を迎えていたシカゴ・ブルズに2勝4敗で敗れた。
その後は1998年にカールHCが解任されるまで好成績を残したが、20世紀が終わる頃までにはペイトン以外の主力選手はチームを去った。弱点だったセンターを補強するため、1999年にホーレス・グラント、2000年にはパトリック・ユーイングを獲得したが、ケンプと交換で獲得したヴィン・ベイカーが1997-98シーズン以降精彩を欠き、プレイオフは1STラウンドを突破できなかった。2000年にマクミランがHCに就任し、1998年のドラフトで指名した高卒のラシャード・ルイスが看板選手に成長したが状況は改善されず、2003年にペイトンはレイ・アレンらと交換でチームを去った。

### ペイトン退団後
以降はアレンとルイスが中心となり、2005年にはカンファレンス準決勝まで進んだが、マクミランHCや主力選手はチームを離れていき、ソニックスは低迷期に入った。2007年のオフにはラシャード・ルイスとレイ・アレンを一度に手放し、ドラフトで獲得したケビン・デュラントを中心に再建モードに入った。

### オクラホマシティ移転
2006年、チームは2001年にチームを買い取ったハワード・シュルツ率いるオーナーグループからオクラホマ州出身のクレイ・ベネットらのオーナーグループが買い取っていた。その際の合意内容に1年間はソニックスをシアトルに残すための努力を行うという条件があった。2008年4月18日に行われたオクラホマシティへのチーム移転についてのオーナー会議ではポール・アレン（ポートランド・トレイルブレイザーズ）とマーク・キューバン（ダラス・マーベリックス）の2名のみが反対しただけで圧倒的賛成多数となりチームの移転が暫定的に承認された。それに対して前オーナーのシュルツはベネットを中心とするオーナーグループがチームをシアトルに残すための努力を怠り不誠実であったとして訴えを起こした。移転に対する補償費用についてシアトル市とベネットオーナーらは争っていたが、同年7月2日4500万ドルプラスオプションで3000万ドルを支払う内容で両者は合意に達した。またソニックスの名称、チームカラー、ロゴと優勝記念バナー、永久欠番バナーなどはシアトル市に権利が帰属することが確認された。

### シアトルにNBAチームが復活する可能性
2013年1月21日、サクラメント・キングスの経営権をシアトルの投資グループが買収することが合意され、その際にチームのシアトル移転とそのチーム名として「シアトル・スーパーソニックス」が復活する可能性もあったが、キングスはサクラメント残留が決まり、シアトルにNBAチームが復活する可能性は大きく遠のいた。
その後、ミルウォーキー・バックスにチーム移転の噂が持ち上がった際に、シアトル移転の可能性という期待を持たせたが、バックスは2014年にニューヨークの投資家グループに買収された後に、新オーナー陣はミルウォーキーにBMOハリス・ブラッドリー・センターに代わる新アリーナを建設することを前提に、バックスをミルウォーキーに残すとした。その後2018年にミルウォーキー市内に新アリーナファイサーブ・フォーラムが完成し移転。2021年にはNBAチャンピオンに就いたこともあり、バックスの移転も完全消滅。
その後はスーパーソニックスで活躍したゲイリー・ペイトンを筆頭にNFLシアトル・シーホークスのラッセル・ウィルソンなど、シアトルに縁のあるスポーツ選手や著名人がスーパーソニックス復活の運動を行なっているが、実現の目処が立っていないのが現状となっている。因みに旧アリーナの「キーアリーナ」は大改修が行われ、『クライメット・プレッジ・アリーナ 』と改名。更に2021年よりNHLの新チームシアトル・クラーケンのホームリンクとして使用されている。

## シーズンごとの成績
Note: 勝 = 勝利数, 敗 = 敗戦数, % = 勝率 
| シーズン                     | 勝    | 敗    | %    | プレーオフ                                                                  | 結果 |
| ---------------------------- | ----- | ----- | ---- | --------------------------------------------------------------------------- | --- |
| シアトル・スーパーソニックス |       |       |      |                                                                             | |
| 1967-68                      | 23    | 59    | .280 |                                                                             | |
| 1968-69                      | 30    | 52    | .366 |                                                                             | |
| 1969-70                      | 36    | 46    | .439 |                                                                             | |
| 1970-71                      | 38    | 44    | .463 |                                                                             | |
| 1971-72                      | 47    | 35    | .573 |                                                                             | |
| 1972-73                      | 26    | 56    | .317 |                                                                             | |
| 1973-74                      | 36    | 46    | .439 |                                                                             | |
| 1974-75                      | 43    | 39    | .524 | 1回戦勝利 カンファレンス準決勝敗退                                          | ソニックス 2, ピストンズ 1 ウォリアーズ 4, ソニックス 2                                                     |
| 1975-76                      | 43    | 39    | .524 | カンファレンス準決勝敗退                                                    | サンズ 4, ソニックス 2                                                                                      |
| 1976-77                      | 40    | 42    | .488 |                                                                             | |
| 1977-78                      | 47    | 35    | .573 | 1回戦勝利 カンファレンス準決勝勝利 カンファレンス決勝勝利 NBAファイナル敗退 | ソニックス 2, レイカーズ 1 ソニックス 4, ブレイザーズ 2 ソニックス 4, ナゲッツ 2 ワシントン 4, ソニックス 3 |
| 1978-79                      | 52    | 30    | .634 | カンファレンス準決勝勝利 カンファレンス決勝勝利 NBAファイナル優勝           | ソニックス 4, レイカーズ 1 ソニックス 4, サンズ 3 ソニックス 4, ワシントン 1                                |
| 1979-80                      | 56    | 26    | .683 | 1回戦勝利 カンファレンス準決勝勝利 カンファレンス決勝敗退                   | ソニックス 2, ブレイザーズ 1 ソニックス 4, バックス 3 レイカーズ 4, ソニックス 1                            |
| 1980-81                      | 34    | 48    | .415 |                                                                             | |
| 1981-82                      | 52    | 30    | .634 | 1回戦勝利 カンファレンス準決勝敗退                                          | ソニックス 2, ロケッツ 1 スパーズ 4, ソニックス 1                                                           |
| 1982-83                      | 48    | 34    | .585 | 1回戦敗退                                                                   | ブレイザーズ 2, ソニックス 0                                                                                |
| 1983-84                      | 42    | 40    | .512 | 1回戦敗退                                                                   | マーベリックス 3, ソニックス 2                                                                              |
| 1984-85                      | 31    | 51    | .378 |                                                                             | |
| 1985-86                      | 31    | 51    | .378 |                                                                             | |
| 1986-87                      | 39    | 43    | .476 | 1回戦勝利 カンファレンス準決勝勝利 カンファレンス決勝敗退                   | ソニックス 3, マーベリックス 1 ソニックス 4, ロケッツ 2 レイカーズ 4, ソニックス 0                          |
| 1987-88                      | 44    | 38    | .537 | 1回戦敗退                                                                   | ナゲッツ 3, ソニックス 2                                                                                    |
| 1988-89                      | 47    | 35    | .573 | 1回戦勝利 カンファレンス準決勝敗退                                          | ソニックス 3, ロケッツ 1 レイカーズ 4, ソニックス 0                                                         |
| 1989-90                      | 41    | 41    | .500 |                                                                             | |
| 1990-91                      | 41    | 41    | .500 | 1回戦敗退                                                                   | ブレイザーズ 3, ソニックス 2                                                                                |
| 1991-92                      | 47    | 35    | .573 | 1回戦勝利 カンファレンス準決勝敗退                                          | ソニックス 3, ウォリアーズ 1 ジャズ 4, ソニックス 1                                                         |
| 1992-93                      | 55    | 27    | .671 | 1回戦勝利 カンファレンス準決勝勝利 カンファレンス決勝敗退                   | ソニックス 3, ジャズ 2 ソニックス 4, ロケッツ 3 サンズ 4, ソニックス 3                                      |
| 1993-94                      | 63    | 19    | .768 | 1回戦敗退                                                                   | ナゲッツ 3, ソニックス 2                                                                                    |
| 1994-95                      | 57    | 25    | .695 | 1回戦敗退                                                                   | レイカーズ 3, ソニックス 1                                                                                  |
| 1995-96                      | 64    | 18    | .780 | 1回戦勝利 カンファレンス準決勝勝利 カンファレンス決勝勝利 NBAファイナル敗退 | ソニックス 3, キングス 1 ソニックス 4, ロケッツ 0 ソニックス 4, ジャズ 3 ブルズ 4, ソニックス 2             |
| 1996-97                      | 57    | 25    | .695 | 1回戦勝利 カンファレンス準決勝敗退                                          | ソニックス 3, サンズ 2 ロケッツ 4, ソニックス 3                                                             |
| 1997-98                      | 61    | 21    | .744 | 1回戦勝利 カンファレンス準決勝敗退                                          | ソニックス 3, ウルブズ 2 レイカーズ 4, ソニックス 1                                                         |
| 1998-99                      | 25    | 25    | .500 |                                                                             | |
| 1999-2000                    | 45    | 37    | .549 | 1回戦敗退                                                                   | ジャズ 3, ソニックス 2                                                                                      |
| 2000-01                      | 44    | 38    | .537 |                                                                             | |
| 2001-02                      | 45    | 37    | .549 | 1回戦敗退                                                                   | スパーズ 3, ソニックス 2                                                                                    |
| 2002-03                      | 40    | 42    | .488 |                                                                             | |
| 2003-04                      | 37    | 45    | .451 |                                                                             | |
| 2004-05                      | 52    | 30    | .634 | 1回戦勝利 カンファレンス準決勝敗退                                          | ソニックス 4, キングス 1 スパーズ 4, ソニックス 2                                                           |
| 2005-06                      | 35    | 47    | .427 |                                                                             | |
| 2006-07                      | 31    | 51    | .378 |                                                                             | |
| 2007-08                      | 20    | 62    | .244 |                                                                             | |
| 通算勝敗                     | 1,725 | 1,523 | .531 |                                                                             | |
| プレイオフ                   | 109   | 109   | .500 | 優勝1回                                                                     | |

※2008-2009シーズン以降はオクラホマシティ・サンダーを参照。

## 選手

### 年代別主要選手
太文字…殿堂入り選手 (C)…優勝時に在籍した選手 (M)…在籍時にMVPを獲得した選手 (50)…偉大な50人
| 1960年代 - ボブ・ルール (Bob Rule) ：1967-1971 - レニー・ウィルケンズ (Lenny Wilkens) ：1968-1972 (50) 1970年代 (プレイオフ進出：5回 ファイナル進出：2回 優勝：1回) - フレッド・ブラウン (Fred Brown) ：1971-1984 (C) - スペンサー・ヘイウッド (Spencer Haywood) ：1971-1974 - スリック・ワッツ ('Slick' Watts) ：1973-1978 - デニス・ジョンソン (Dennis Johnson) ：1976-1980 (C) - ガス・ウィリアムズ (Gus Williams) ：1977-1984 (C) - ジャック・シクマ (Jack Sikma) ：1977-1986 (C) 1980年代 (プレイオフ進出：7回) - トム・チェンバース (Tom Chambers) ：1983-1988 - ゼイビア・マクダニエル (Xavier McDaniel) ：1985-1991 - デイル・エリス (Dale Ellis) ：1986–1990、1997–1999 - ネイト・マクミラン (Nate McMillan) ：1986-1998 - デリック・マッキー (Derrick McKey) ：1987-1993 - ショーン・ケンプ (Shawn Kemp) ：1989-1997 | 1990年代 (プレイオフ進出：8回 ファイナル進出：1回) - ゲイリー・ペイトン (Gary Payton) ：1990-2003 - リッキー・ピアース (Ricky Pierce) ：1991-1994 - サム・パーキンス (Sam Perkins) ：1993-1998 - デトレフ・シュレンプ (Detlef Schrempf) ：1993-1999 - ハーシー・ホーキンズ (Hersey Hawkins) ：1995-1999 - ヴィン・ベイカー (Vin Baker) ：1997-2002 - ラシャード・ルイス (Rashard Lewis) ：1998-2007 - ブレント・バリー (Brent Barry) ：1999-2004 2000年代 (プレイオフ進出：3回) - パトリック・ユーイング (Patrick Ewing) ：2000-2001 (50) - デズモンド・メイソン (Desmond Mason) : 2000-2003 - ウラジミール・ラドマノヴィッチ (Vladimir Radmanović) : 2001-2006 - レイ・アレン (Ray Allen) ：2003-2007 - ロナルド・マレー (Ronald Murray) ：2003-2006 - ニック・コリソン (Nick Collison) : 2003-2018 - ルーク・リドナー (Luke Lidner) : 2003-2008 - ダミエン・ウィルキンス (Damien Wilkins) : 2003-2008 - クリス・ウィルコックス (Chris Wilcox) : 2006-2009 - ケビン・デュラント (Kevin Durant) ：2007-2016 - ジェフ・グリーン (Jeff Green) : 2007-2011 |

## 栄誉

### 永久欠番
| シアトル・スーパーソニックス永久欠番 | シアトル・スーパーソニックス永久欠番 | シアトル・スーパーソニックス永久欠番 | シアトル・スーパーソニックス永久欠番 | シアトル・スーパーソニックス永久欠番 |
| No.                                  | 選手                                 | ポジション                           | 在籍期間                             | 式典日                               |
| ------------------------------------ | ------------------------------------ | ------------------------------------ | ------------------------------------ | ------------------------------------ |
| 1                                    | ガス・ウィリアムズ                   | G                                    | 1977–1984                            | 2004年3月26日                        |
| 10                                   | ネイト・マクミラン                   | G                                    | 1986–1998                            | 1999年3月24日                        |
| 19                                   | レニー・ウィルケンズ                 | G                                    | 1968–1972                            | 1979年10月19日                       |
| 24                                   | スペンサー・ヘイウッド               | F                                    | 1971–1975                            | 2007年2月26日                        |
| 32                                   | フレッド・ブラウン                   | G                                    | 1971–1984                            | 1986年11月6日                        |
| 43                                   | ジャック・シクマ                     | C                                    | 1977–1986                            | 1992年11月21日                       |
|                                      | ボブ・ブラックバーン                 | 専属アナウンサー                     | 1967–1992                            | 1993年4月17日                        |

### 殿堂入り
| シアトル・スーパーソニックス殿堂入り | シアトル・スーパーソニックス殿堂入り | シアトル・スーパーソニックス殿堂入り | シアトル・スーパーソニックス殿堂入り | シアトル・スーパーソニックス殿堂入り |
| 選手                                 | 選手                                 | 選手                                 | 選手                                 | 選手                                 |
| No.                                  | 名前                                 | ポジション                           | 在籍期間                             | 殿堂入り年                           |
| ------------------------------------ | ------------------------------------ | ------------------------------------ | ------------------------------------ | ------------------------------------ |
| 19                                   | レニー・ウィルケンズ 1               | G                                    | 1968–1972                            | 1989                                 |
| 44                                   | デイヴィッド・トンプソン             | F/G                                  | 1982–1984                            | 1996                                 |
| 33                                   | パトリック・ユーイング 2             | C                                    | 2000–2001                            | 2008                                 |
| 24                                   | デニス・ジョンソン 3                 | G                                    | 1976–1980                            | 2010                                 |
| 2 20                                 | ゲイリー・ペイトン                   | G                                    | 1990–2003                            | 2013                                 |
| 30                                   | シャルーナス・マルチュリョニス       | G                                    | 1994–1995                            | 2014                                 |
| 24                                   | スペンサー・ヘイウッド               | F/C                                  | 1970–1975                            | 2015                                 |
| 34                                   | レイ・アレン                         | G                                    | 2003–2007                            | 2018                                 |
| 43                                   | ジャック・シクマ                     | C                                    | 1977–1986                            | 2019                                 |
| 44                                   | ポール・ウェストファル               | G                                    | 1980–1981                            | 2019                                 |
| コーチ                               |                                      |                                      |                                      |                                      |
| 名前                                 | 名前                                 | 役職                                 | 在籍期間                             | 殿堂入り年                           |
| レニー・ウィルケンズ 1               | レニー・ウィルケンズ 1               | ヘッドコーチ                         | 1969–1972 1977–1985                  | 1998                                 |
| ビル・ラッセル                       | ビル・ラッセル                       | ヘッドコーチ                         | 1973–1977                            | 2021                                 |
| ジョージ・カール                     | ジョージ・カール                     | ヘッドコーチ                         | 1992–1998                            | 2022                                 |
| 貢献者                               |                                      |                                      |                                      |                                      |
| 名前                                 | 名前                                 | 役職                                 | 在籍期間                             | 殿堂入り年                           |
| 44                                   | ロッド・ソーン                       | G                                    | 1967–1971                            | 2018                                 |
| リック・ウェルツ                     | リック・ウェルツ                     | エグゼクティブ                       | 1969–1979                            | 2018                                 |

注釈
- 1 ウィルケンズはバルセロナ五輪代表チームとしても殿堂入りを果たしている
- 2 ユーイングはバルセロナ五輪代表チームとしても殿堂入りを果たしている
- 3 ジョンソンの死後に殿堂入りとなった

### FIBA殿堂入り
| シアトル・スーパーソニックスFIBA殿堂入り | シアトル・スーパーソニックスFIBA殿堂入り | シアトル・スーパーソニックスFIBA殿堂入り | シアトル・スーパーソニックスFIBA殿堂入り | シアトル・スーパーソニックスFIBA殿堂入り |
| 選手                                     | 選手                                     | 選手                                     | 選手                                     | 選手                                     |
| No.                                      | 名前                                     | ポジション                               | 在籍期間                                 | 殿堂入り年                               |
| ---------------------------------------- | ---------------------------------------- | ---------------------------------------- | ---------------------------------------- | ---------------------------------------- |
| 30                                       | シャルーナス・マルチュリョニス           | G                                        | 1994–1995                                | 2015                                     |
| 11                                       | デトレフ・シュレンプ                     | F                                        | 1993–1999                                | 2021                                     |

## コーチ、その他

### 歴代ヘッドコーチ
- アル・ビアンキ (Al Bianchi) (1967-68/1968-69)
- レニー・ウィルケンズ (Lenny Wilkins) (1969-70/1971-72)
- トム・ニッソーク (Tom Nissalke) (1972-73)
- バッキー・バックウォルター (Bucky Buckwalter) (1972-73)
- ビル・ラッセル (Bill Russell) (1973-74/1976-77)
- ボブ・ホプキンス (Bob Hopkins) (1977-78)
- レニー・ウィルケンズ (Lenny Wilkins) (1977-78/1985-85)
- バーニー・ビッカースタッフ (Bernie Bickerstaff) (1985-86/1988-89)
- トム・ニューウェル (Tom Newell) (1988-89)
- ボブ・クロペンバーグ (Bob Kloppenburg) (1988-89)
- バーニー・ビッカースタッフ (Bernie Bickerstaff) (1989-90)
- K・C・ジョーンズ (K.C. Jones) (1990-91/1991-92)
- ボブ・クロペンバーグ (Bob Kloppenburg) (1991-92)
- ジョージ・カール (George Karl) (1991-92/1997-98)
- ポール・ウェストファル (Paul Westphal) (1998-99/2000-01)
- ネイト・マクミラン (Nate McMillan) (2000-01/2004-05)
- ボブ・ワイス (Bob Weiss) (2005-06)
- ボブ・ヒル (Bob Hill) (2005-06/2006-2007)
- P・J・カーリシモ (P.J. Carlesimo) (2007-2008)

### 殿堂入り
- レニー・ウィルケンズ (Lenny Wilkens)

## 日本での公式戦
- 1992年11月に、ヒューストン・ロケッツと横浜アリーナで2試合を戦った。ショーン・ケンプが第1戦で29得点20リバウンド（ともに試合最多）、第2戦で20得点12リバウンドと活躍し、チームを連勝に導いた。
- 2003年10月31日、11月1日に、ロサンゼルス・クリッパーズとさいたまスーパーアリーナで開幕2試合を戦った。エースのレイ・アレンは右足の故障で欠場したがロナルド・マレーが平均23得点、ラシャード・ルイスが第2戦でジャパンゲーム最高の50得点と活躍し、チームを連勝に導いた。

## チーム記録
シアトル・スーパーソニックスのチーム記録